# Delegated Proof of Stake
Il sistema DPoS (Delegated Proof of Stake) è un metodo finalizzato ad assicurare una rete di token digitali che avviene processando transazioni e raggiungendo una convalida distribuita e inerente alla proprietà di denaro senza il bisogno che ci sia un’autorità centrale.
Questo sistema rappresenta un’evoluzione partita dal PoS (Proof of Stake), anch’esso sviluppatosi al fine di ridimensionare i costi e l’inefficienza associata al consumo di elettricità tipica dei sistemi PoW (Proof of Work), utilizzati per esempio da Bitcoin.
Il sistema DPoS, implementato per la prima volta su Bitshares dallo sviluppatore Daniel Larimer, differisce dal sistema PoS.
Quest’ultimo infatti, per convalidare una transazione, prevede un coinvolgimento dell’intero network.
Nel sistema DPoS, invece, questo onere non ricade sull’intera rete, bensì è in carico a un limitato numero di delegati.
Questi delegati, eletti dall’intera rete con un sistema di democrazia rappresentativa dei consensi (consensi che a loro volta hanno un peso che è funzionale al numero di token posseduti da coloro che votano i delegati), provvedono alla convalida, in sicurezza, di ogni singola transazione della rete.

## Il forging
Nei sistemi DPOS, il forging è un altro modo per minare le monete al fine di convalidarne le transazioni e mettere in circolazione nuova moneta. 
Questo sistema consiste in 101 delegati dislocati nel mondo che mantengono online un nodo (server) dove gira il client della moneta.
Questo software permette di mantenere la rete decentralizzata, validare le transazioni, emettere nuova moneta in circolazione e ricompensare i delegati per il loro servizio.
I delegati non devono per forza essere 101 ma possono essere 51, 201, 301, 501, ecc. in base alle esigenze della rete.
Per diventare delegati vi è un sistema di voto basato sulla quantità di moneta posseduta (stake).
Se si vuole diventare delegato bisogna raggiungere una quantità di voto sufficiente da poter entrare tra i primi 101 (approval).
Il voto consiste nella quantità di monete che si possiede, quindi se: 
- A vota B con 10 coin
- C vota D con 30 coin
- Anche se B e D hanno entrambi 1 solo voto sarà D a vincere.

Questo perché è come se 1 coin valesse 1 voto, quindi B avrebbe 10 voti e D avrebbe 30 voti.